# Schrei (сингл)
«Schrei» и «Scream» — песни немецкой поп-рок группы Tokio Hotel. Немецкая версия песни «Schrei» была выпущена вторым синглом с дебютного альбома группы Schrei и также является его открывающей. Английская версия песни под названием «Scream» позже вошла в их первый англоязычный альбом Scream и была выпущена в качестве четвёртого англоязычного сингла в 2007 году.

## Клип
Съёмки клипа на песню «Schrei» происходят в доме, полном людей, по-видимому, устроивших вечеринку. Группа, расположившаяся в гостиной, начинает играть, пока вокалист Билл Каулитц пробирается сквозь толпу. Пока группа играет, мы видим сцены вечеринки, включая кадры, где девушку тошнит в туалете, люди крушат ванную, девушки целуются, а пара целуется, пока другая девушка проводит рукой по волосам парня. Ближе к концу песни Билл краудсёрфером поднимается на второй этаж, где и заканчивает песню. В конце видео видно, как группа крушит всё своё оборудование.
Клип на песню «Scream» — точная копия клипа на немецкоязычный оригинал «Schrei», за исключением того, что участники группы стали старше, а Билл наблюдает за поцелуем девушек. Песня «Scream» звучала фоном на церемонии вручения премии Spike TV Scream Awards 2008.

## «Scream»
Существует две версии английской версии песни «Scream»: одна используется в музыкальном клипе, а другая — на MySpace. Различия между песнями незначительны, но заметны. Главное отличие можно услышать в том, как поётся слово «scream». Вторая версия также звучит более отредактированной и доработанной.
«Scream» был выпущен синглом в Америке 11 декабря 2007 года под названием «Scream America!». Это двухтрековый сингл, выпущенный ограниченным тиражом, с би-сайдом «Ready, Set, Go!» — английской версией песни Übers Ende der Welt.

## Список композиций
- CD single

1. «Schrei» (single mix) — 3:17
2. «Schrei» (Grizzly mix) — 3:19

- CD Maxi single

1. «Schrei» (single mix) — 3:17
2. «Schrei» (Grizzly mix) — 3:19
3. «Schwarz» — 3:21
4. «Beichte» — 3:36
5. «Schrei» (music video) — 3:17

- "Scream America! Limited Edition" CD single

1. «Scream» — 3:17
2. «Ready, Set, Go! (AFI/Blaqk Audio Remix)» — 3:07
3. «1000 Oceans» — 4:04

## Чарты
| Чарт (2005) 1                      | Высшая позиция         |
| ---------------------------------- | ---------------------- |
| Austrian Singles Chart             | 3                      |
| Dutch Singles Chart                | 42                     |
| German Singles Chart               | 5                      |
| Swiss Singles Chart                | 18                     |
| Чарт (2007)/(2009)2                | Высшая позиция позиция |
| Italian Singles Chart              | 20                     |
| Venezuela Pop Rock (Record Report) | 16                     |

Заметки
- 1:Позиции в чартах 2005 года принадлежат немецкой версии «Schrei»
- 2:Позиции в чартах 2007 года принадлежат английской версии «Scream»